# Anthony Cecil, 4. Baron Rockley
Anthony Robert Cecil, 4. Baron Rockley (* 29. Juli 1961) ist ein britischer Peer.

## Leben
Er ist der Sohn des James Cecil, 3. Baron Rockley, aus dessen Ehe mit Lady Sarah Cadogan, Tochter des William Cadogan, 7. Earl Cadogan. Er besuchte das Eton College und studierte an der Universität Cambridge. Beim Tod seines Vaters erbte er 2011 dessen Adelstitel als Baron Rockley.
Seit 1988 ist er mit Katherine Jane Whalley verheiratet. Mit ihr hat er zwei Töchter und einen Sohn und Titelerben, Hon. William Evelyn Cecil (* 1996).